# ボーダーダウン
『ボーダーダウン』（Border Down）は2003年にグレフから発売されたアーケードゲーム。ジャンルは横スクロールシューティングゲーム。

## 概要
グレフのシューティングゲーム第一弾。縦スクロールの弾幕系シューティングがアーケードシューティングのほとんどを占めていた中で、本作は特徴的なシステムを採用した個性派の横スクロールシューティングである。本作のディレクターは、この作品を『メタルブラック』へのオマージュとしており、同作を意識した要素が散見される。

## ストーリー
人類が火星へと移住し、宇宙が可能性では無くなった時代。その火星に正体不明の敵が出現。この敵は人類が初接触した地球外生命体と思われることから、その経緯から取ったF・A（First Approach）と名付けられた。
火星連合は対外宇宙防衛組織を形成し、F・Aに対抗した。しかし、F・Aの攻撃により主力である無人兵器が暴走。宇宙での特定区域外での有人活動は禁止されていることから、無人機以外の戦力を持たない火星連合は多大な被害を受けた。
これに対して、無人機でありながら有人機のように対応できる、新たな主力兵器が設計されることとなる。基本操縦機構となる遠隔操作システム「R.A.I.N.システム」を採用した戦闘機アンタレス（通称レッドワスプ）を複数機設計。これはパイロットの脳データを複数の無人機上に移植し、各無人機の経験をパイロットにフィードバックするというものであった。対F・Aの切り札として注目され、実戦に投入するためテストや訓練が進められている。
レッドワスプのテストパイロットとして抜擢された青年ボイド・フランク。アンタレスの単一訓練、複数併用訓練、そして実戦を経ることとなる彼がこの戦いの果てに見たものとは…？

## ゲームシステム

### 自機操作・パワーアップ
8方向レバーで自機を上下左右に動かし、3つのボタンで攻撃やスピードアップを行う。
Aボタンを押しっぱなしにすることで太く直線的なメインショットを高速で発射、Aボタンを連射すると敵を追尾するフルレンジショットを一定間隔で発射する。いずれもレーザーレベル（後述）によって強化される。
Bボタンで強力なブレイクレーザーを発射する。使用時にはレーザーレベルを消費。
Cボタンを押すと自機の移動スピードを3段階に変化させられる。スピードごとに地面に接地した後に自機が破壊される（＝ミス）までの時間が異なる。

### ボーダーシステム
残機制、ゾーンセレクト、得点稼ぎ、演出面などを複雑に融合させた、本作の最も特徴的なシステム。
各ステージには、上から順にGREEN・YELLOW・REDの「ボーダー」と呼ばれる、基本的にステージ構成が異なった3つのルートがある。ストーリーにおける設定上は、主人公が各ボーダーの自機を“R.A.I.N.システム”によって同時操作しているというもの。
ボーダーは下のものほど難易度と敵機の得点が高く設定されている。いずれのルートを通ってもゲーム内の難易度（ランク）が常に上昇していくようになっている。得点は敵機の基本点に各ボーダーの倍率を掛けたもので、GREENは1倍、YELLOWは2倍、REDは3倍となる。プレイヤーはゲーム開始時のボーダーを自由に選択でき、これは初期の難易度選択の要素を兼ねている。
ミスをすると下のボーダーへと強制移動（ボーダーダウン）され、チェックポイントからゲームが再開される。このときゲーム内で設定されたランクが大きく低下するため、「ミスをするたびに難易度が上昇する」ということは、実際には起こらない。ボス戦と最終面（STAGE6）ではその場復活となり、実質的に残機制となる。ボーダーがREDの時にミスするとゲームオーバー。
各ステージの開始時に設定されたノルマ以上の点数を稼ぐと、次のステージのボーダーを隣接するいずれかの方向に1つ移動することができ、これが実質的なエクステンドとなる。一般的な得点によるエブリエクステンドと違い、各ステージ毎で発生する要素であり、ボーダーを変えずに進む、次ステージで意図的なミスを起こしランク難度を下げつつレーザーレベルを回復する目的で上側のGREENおよびYELLOWを選択する、あえてボーダーを下げて得点稼ぎするなど、攻略においてのルート選択につながる。
単純なプレイヤースキル上昇や敵の攻撃パターンの暗記以外にも、常に上昇し続ける難易度に対して、どこで自爆して難易度を下げるかを考えて攻略ルートを作ったり、不慮のミスに対してどのようにフォローをしていくかなどを勘案していくという、『バトルガレッガ』を髣髴とさせる不可視要素をコントロールするというインテリジェンスな攻略を要する戦略性をゲーム中の演出とも深く結びつけた完成度の高いゲームシステムだが、その複雑さやインストラクションカードの説明不足からプレイヤーを遠ざける結果になった。

### レーザーレベル
画面下にレーザーレベルを示すレーザーレベルゲージがあり、このレーザーレベルによって自機のメインショットとフルレンジショットが5段階に変化する。実質上のパワーアップシステムとなっている。
レーザーレベルは時間の経過とともに増加する他、敵機を破壊したりアイテムを獲得することでも増加する。
ブレイクレーザー（後述）を発動する際は、レーザーレベルを徐々に消耗する。

### ブレイクレーザー
前方に強力なレーザーを発射する。『メタルブラック』の「ビーム開放」や『Gダライアス』の「αビーム」を踏襲したシステム。高威力で敵弾を消す効果がある上、発射中は最大4秒までの無敵時間がある。使用すると、パワーアップゲージを兼ねる「レーザーレベル」を消費しゲージの続く限り発射を持続できるが、無敵時間は最初の4秒間だけである。レーザー使用後は実質的なパワーダウンとなるため、計画的に使用する必要がある。
ブレイクレーザーで敵や敵弾を破壊すると「ブレイク数」と呼ばれるカウンタが増え、敵・敵弾を破壊したときの得点がブレイク数だけ倍加される。ブレイクレーザーを撃ちやめるとブレイク数はゼロに戻るがブレイク数はステージ内で通算され、ステージ終了時にボーナスが加算される。
一部の敵もブレイクレーザーを撃ってくることがある。これにブレイクレーザーを当てると巨大な干渉球が発生し大きな攻撃力を持つとともにブレイク数が大幅に増え、広範囲にダメージを与える。また、レーザー干渉中に機体を前進させ干渉球に近づくと、干渉球を前方に押し返して敵に近づけ、ダメージが入るようになる。

### ボスタイムボーナス
設定上レッドワスプのデータ収集という目的があるため、規定時間だけ戦闘を長引かせる必要がある。そのためボスとの戦闘には制限時間が設定されているが、クリア時のタイムが0秒に近いほどボーナスが増加する。ただし制限時間をオーバーしてしまうと逆にボーナスが減少し、制限時間オーバー後30秒を経過するとステージが強制終了される。

## ステージ構成
1～5面は各面前半、後半、ボス戦の3エリアに分割されている。前半または後半エリアでミスをした場合、通常はボーダーを1つ下げられてそのエリアのスタート地点からの再開となるが一定場面まで進行していた場合は1つ下のボーダーの次のエリアからのスタートとなる（G前半エリアの終盤ならY後半エリアのスタート地点から再スタート）。ボス戦ではボーダーが1つ下がりその場復活となる。
| 面 | タイトル （上段がアーケード版、下段はリミックス）                                                              | 解説 | ボス                                               |
| -- | --- | --- | -------------------------------------------------- |
| 1  | MARS ON THE GREEN TABLE (1G) THE YELLOW SUNSET (1Y) RED WITCH TEARS DARKNESS (1R)                              | “R.A.I.N.システム”と“アンタレス”の接続実験を兼ねた戦闘シミュレーション。接続そのもののテストであるため自機はそれぞれ単機で出撃しており、各ボーダーは出撃した時間帯が異なる設定となっている。 | コロナ・コロネット                                 |
| 1  | ...AND IT IS REPEATED (1G) PHANTOM (1Y) SIMULATION GAME (1R)                                                   | “R.A.I.N.システム”と“アンタレス”の接続実験を兼ねた戦闘シミュレーション。接続そのもののテストであるため自機はそれぞれ単機で出撃しており、各ボーダーは出撃した時間帯が異なる設定となっている。 | コロナ・コロネット                                 |
| 2  | VESTA MINING CAMP -GATE NO.014- (2G) VESTA MINING CAMP -GATE NO.021- (2Y) VESTA MINING CAMP -GATE NO.019- (2R) | 複数機体の同時制御演習。資源採掘用小衛星で発生した暴走事故の再現シミュレーションで、坑道や採掘ラインの内部に進入するため狭い場面が多い。同時制御のため他の自機も出撃しているのだが、ルートが違うため他の自機は見えない。 | ソウル・スクイザー                                 |
| 2  | THE FIRST CASE (2G) VESTA MINING CAMP (2Y) SOUL SQUEEZER (2R)                                                  | 複数機体の同時制御演習。資源採掘用小衛星で発生した暴走事故の再現シミュレーションで、坑道や採掘ラインの内部に進入するため狭い場面が多い。同時制御のため他の自機も出撃しているのだが、ルートが違うため他の自機は見えない。 | ソウル・スクイザー                                 |
| 3  | FLEET GAME -CASE GREEN- (3G) FLEET GAME -CASE YELLOW- (3Y) FLEET GAME -CASE RED- (3R)                          | 艦隊を仮想敵としたシミュレーション戦闘で、3機同時で攻略する。GREENは艦隊周辺を遊撃、YELLOWは艦隊を襲撃後離脱、REDは艦隊に突撃し、旗艦を内部から破壊する。このステージから背景に他の自機の行動が見えるようになる（例としてGREENの攻略中、旗艦を破壊したREDが脱出する様子が見える）。母艦破壊後R.A.I.N.システムが暴走し、幻覚の中でアンタレスは同士討ちを始める。つまり、このステージのボスは他のボーダーで出撃している2機の自機である。ボスは追加装備を装着しているように見えるが、R.A.I.N.システムの暴走で見える幻覚であり、実際には何もつけていない。 | TYPE“G” (3Y, 3R) TYPE“Y” (3G, 3R) TYPE“R” (3G, 3Y) |
| 3  | BATTLESHIP RENDEZVOUS (3G) BREAKTHROUGH (3Y) DESTROY THE CORE!! (3R)                                           | 艦隊を仮想敵としたシミュレーション戦闘で、3機同時で攻略する。GREENは艦隊周辺を遊撃、YELLOWは艦隊を襲撃後離脱、REDは艦隊に突撃し、旗艦を内部から破壊する。このステージから背景に他の自機の行動が見えるようになる（例としてGREENの攻略中、旗艦を破壊したREDが脱出する様子が見える）。母艦破壊後R.A.I.N.システムが暴走し、幻覚の中でアンタレスは同士討ちを始める。つまり、このステージのボスは他のボーダーで出撃している2機の自機である。ボスは追加装備を装着しているように見えるが、R.A.I.N.システムの暴走で見える幻覚であり、実際には何もつけていない。 | TYPE“G” (3Y, 3R) TYPE“Y” (3G, 3R) TYPE“R” (3G, 3Y) |
| 4  | THE RUINED COLONY (4G) TRAP (4Y) LOST TEMPLE (4R)                                                              | このステージから実戦となる。暴走しコロニーに衝突した機動兵器“オシリス”を破壊する作戦に参加する。GREEN、YELLOW（リミックスではYELLOW、RED）では、後半でオシリスとの直接戦闘がある。 | パラサイトイシス                                   |
| 4  | TRANCEPORT NETWORK IN A COLONY (4G) BORDER LINE (4Y) A HUGE DECOY (4R)                                         | このステージから実戦となる。暴走しコロニーに衝突した機動兵器“オシリス”を破壊する作戦に参加する。GREEN、YELLOW（リミックスではYELLOW、RED）では、後半でオシリスとの直接戦闘がある。 | パラサイトイシス                                   |
| 5  | THE HEAVENLY TOWER (5G) MERCILESS ANGELS DANCE (5Y) ZIGGURAT (5R)                                              | オシリスは囮であった。軌道エレベーター“ジッグラト”の中央制御部に集結している敵勢力の元へ急行する。大型F・A“ギガバラナス”破壊後、再度R.A.I.N.システムが暴走しステージ3と同じ幻覚が出現、ジッグラトの中央制御部を自ら破壊してしまう。 | ギガバラナス                                       |
| 5  | THE PLOT (5G) ORBITAL ELEVATOR (5Y) ONE-WAY TICKET (5R)                                                        | オシリスは囮であった。軌道エレベーター“ジッグラト”の中央制御部に集結している敵勢力の元へ急行する。大型F・A“ギガバラナス”破壊後、再度R.A.I.N.システムが暴走しステージ3と同じ幻覚が出現、ジッグラトの中央制御部を自ら破壊してしまう。 | ギガバラナス                                       |

最終ステージであるSTAGE6は、それまでに通ってきたボーダーによって内容が変化し、6A、6B、6C、6Dの4種類が用意されている。STAGE5クリア時点でステージノルマ達成が一定回数以上だと、それまでプレイした時間が一番多いボーダーによって6B、6C、6Dに分岐、ノルマ達成数が規定回数に満たないと6Aに分岐する。
6Aと6B、6Cと6Dは、実質的には同じステージである。それぞれのエンディングから推察されるストーリーの時系列は5面以降から分岐して 6A→6B 若しくは6C→6D の順。
| 面    | タイトル                                   | 解説 | ボス                     |
| ----- | ------------------------------------------ | --- | ------------------------ |
| 6A 6B | CRUSHING BLOW (6A) BLOOM (6B)              | 軌道エレベーターが崩壊してゆく中、落下する宇宙港中央に残る大型F・Aを破壊する。 | ミスフォーチュンロートス |
| 6C 6D | ...THEY FLY LIKE A BIRD (6C) RED RAIN (6D) | 三度発生したR.A.I.N.システムの異常によりパイロットへの負荷が限界に達し、ついにアンタレスはシステムから強制切断される。軌道エレベーター崩壊後の荒廃した火星上空で、アンタレスはいまだ飛び続けていた。このステージの自機はシステムから切断された後も飛び続けるアンタレスであり、切断後残されたパイロットの脳データが操縦しており、完全な無人機と化している。これに対してボスはアンタレスを撃破するために火星連合が出撃させた同系機であり、これを操縦しているのは先ほどまでのステージで自機であるアンタレスを操縦していたボイド・フランクである。 | ANTARES-XX“レッドワスプ” |

## 演出
ゲーム本編中は一切の文章などを用いず、画面演出のみで提示される深遠な世界観。その渦中での物語の全容と登場人物の顛末は、プレイヤーが各ボーダーを踏破し全貌を繋ぎ合せて、更に上記の各ルートごとのエンディングは[6A 6B]ルートと[6C 6D]ルートに物語上分岐するなど壮大な仕掛けである。
最終ステージをクリアした場合のエンディングデモとは別に、各ステージをクリアできずにゲームオーバーになった場合のデモが用意されている。
渡部恭久による音楽の評価が高く、『月刊アルカディア』の第4回アルカディア大賞において、他の年はBEMANIシリーズが常連であるベストVGM部門を受賞している。

## 家庭用への移植
ドリームキャスト版
2003年09月25日発売。
アーケード版の移植に加え、さらに調整を施したリミックスモードに向けて新しいBGMなどが追加された。アーケード・リミックスモードの練習も可能。更に、アーケード版のインストカードでは省略されていたボーダーシステムの説明なども取扱説明書でなされている。また、アーケード版には1面スタート時に鳥が飛び立つ演出があったが、ドリームキャスト版は移植作業時の手違いで削除されてしまっている。逆に5面のBGMは主旋律の入った物に差し替わっている。3面で特定ランクの時、ロケテスト版のBGMが流れる。
出回っている数が非常に少なく、入手は困難である。このため、2008年1月17日、通常版が店舗限定ながらも再発売された。

## エピソード
- グレフは当初、本作の販売元となるスポンサーを探していたが見つからず、仕事の積み重ねで資金を貯めて発売にいたった。また、「売れなければ倒産」という会社の命運を賭けた作品だったという逸話がある(シューティングゲームの歴史でのインタビューより)。なお、この販売経路の苦労という点で、ドラキューが開発し、グレフから発売される『機装猟兵ガンハウンドEX』において非常に参考になったと語っている[1]。
- ネット上で「ボダソ」という略称が広がり始めた頃、このゲームのキャラクターデザイナー・かどつかさのホームページに「bodaso.jpg」というファイル名のアンタレスを描いた絵が掲載されたため、この略称が広まり一般化した。